# یواس‌اس کوچینو (اس‌اس-۳۴۵)
یواس‌اس کوچینو (اس‌اس-۳۴۵) (به انگلیسی: USS Cochino (SS-345)) یک زیردریایی بود که طول آن ۳۱۱ فوت ۹ اینچ (۹۵٫۰۲ متر) بود. این زیردریایی در سال ۱۹۴۵ ساخته شد.